# 최현우 (1986년생 마술사)
최현우(1986년 8월 6일~)는 대한민국의 마술사이다.

## 학력
- 청원고등학교
- 동부산대학 매직엔터테인먼트 중퇴

## 수상 내역
- 2005년 코리아 매직 페스티벌 3위
- 2005년 일본 SAM J.C.M.A 특별상
- 2006년 AMA 컨벤션 클로즈업 우승

## 방송 출연
- 스펀지 2.0(KBS, 2008)

## 공연
- 매닉쇼 - 정선 (2010~2012)
- 시크릿 더 매직쇼 (2012)

## 논란

### 마술 비법 공개 논란과 제명
2008년 스펀지 2.0에서 마술의 비밀을 공중파 방송에 공개해 한국마술협회에서 공식적으로 제명당하였고, 방송된 마술 비법들중에 특허를 가지고 있었던 마술사들은 각각 알아서 법적인 절차를 밟을것이라 밝혔다.
이에 대하여 최현우측은 자신은 이번 스펀지를 통해 마술계에 긍정적인 영향을 끼쳤다고 생각하며, 판단은 시청자 몫에 맡기겠다고 밝혔고, 마술계의 반발을 샀던 저작권 문제와 관련해서는 한 가지 단순한 마술도 수십개에서 수백개의 방법으로 표현할 수 있으며 장비를 이용한 마술이나 동전을 이용한 단순한 마술이나 저작권이 있을 수 없다고 입장을 밝혔다.
한편 이 사건에 대해 1986년생 최현우와 동명이인인 1978년생 최현우는 '자신도 스펀지의 마술 비법 공개 요청을 받은 적 있지만 거절했으며, 대형 마술들은 모두 원안자의 로열티가 있고 다른 마술사가 그 마술을 사용할 때 원안자에게 공개 허락을 받는 것을 전제로 하며 스펀지는 한국 프로 마술사들과 마술관계자들에게 사과 및 해명을 할 것을 촉구한다'고 밝혔다.
마술사 이은결도 스펀지와 최현우(1986년)의 마술 비법 공개에 대해 강력히 비난했다.

### 감전 사고
최현우는 2012년 4월 9일 마법의 왕(tvN, 2012) 녹화현장에 동료 마술사를 응원하려고 방문했다 감전사고를 당하였다. 최현우는 사고 직후 병원으로 옮겨졌고, 중추신경 마비증세를 보여 한강성심병원 중환자실에 입원했다. 이 과정에서 소속사측의 주장과 마법의 왕 제작진측의 입장이 서로 달라 논란이 되었다.

## 기타
1978년 출생의 최현우와 동명이인 인대다 둘다 마술사라는 직업도 같아서 최현우(1986년)가 마술 비법 공개 파문, 감전 사고등의 논란에 휩싸일때마다 일부에서 1978년생 최현우의 대한 사건으로 오해하는 상황이 벌어지기도 하였다. 이에 대해 최현우(1978년)는 2008년에 '스펀지 2.0'의 마술 비법 공개로 가장 피해를 보고 있는 건 나인 것 같다며 울분을 토로했으며, 2012년 최현우(1986년)의 감전 사고에도 같은 오해가 빚어져 최현우(1978년)가 자신의 트위터를 통해 사고를 당한것은 동명이인이며 자신이 아니라고 밝히기도 하였다.